# Hüpede
Hüpede (niederdeutsch Huiptsche) liegt im Calenberger Land und ist ein Ortsteil der Stadt Pattensen in der Region Hannover in Niedersachsen.

## Geografie
Das Dorf liegt südwestlich von Pattensen und ist über die L402 mit dem Stadtzentrum verbunden.

## Geschichte
Hüpede wird erstmals 1033 als Hupida urkundlich erwähnt. Der Name ist eine Ableitung eines in mittelniederdeutsch ‚hūpe‘ „Haufen“ überlieferten Wortstamms und bedeutet „Ort am oder auf dem Hügel“. Das Rittergut der Familie von Reden musste 1980 einer Wohnsiedlung weichen. 
Seit dem 1. März 1974 gehört Hüpede zur Stadt Pattensen.

## Politik
Hüpede hat einen mit Oerie gemeinsamen Ortsrat.
Ortsbürgermeisterin ist Marion Kimpioka (SPD).

## Kultur und Sehenswürdigkeiten

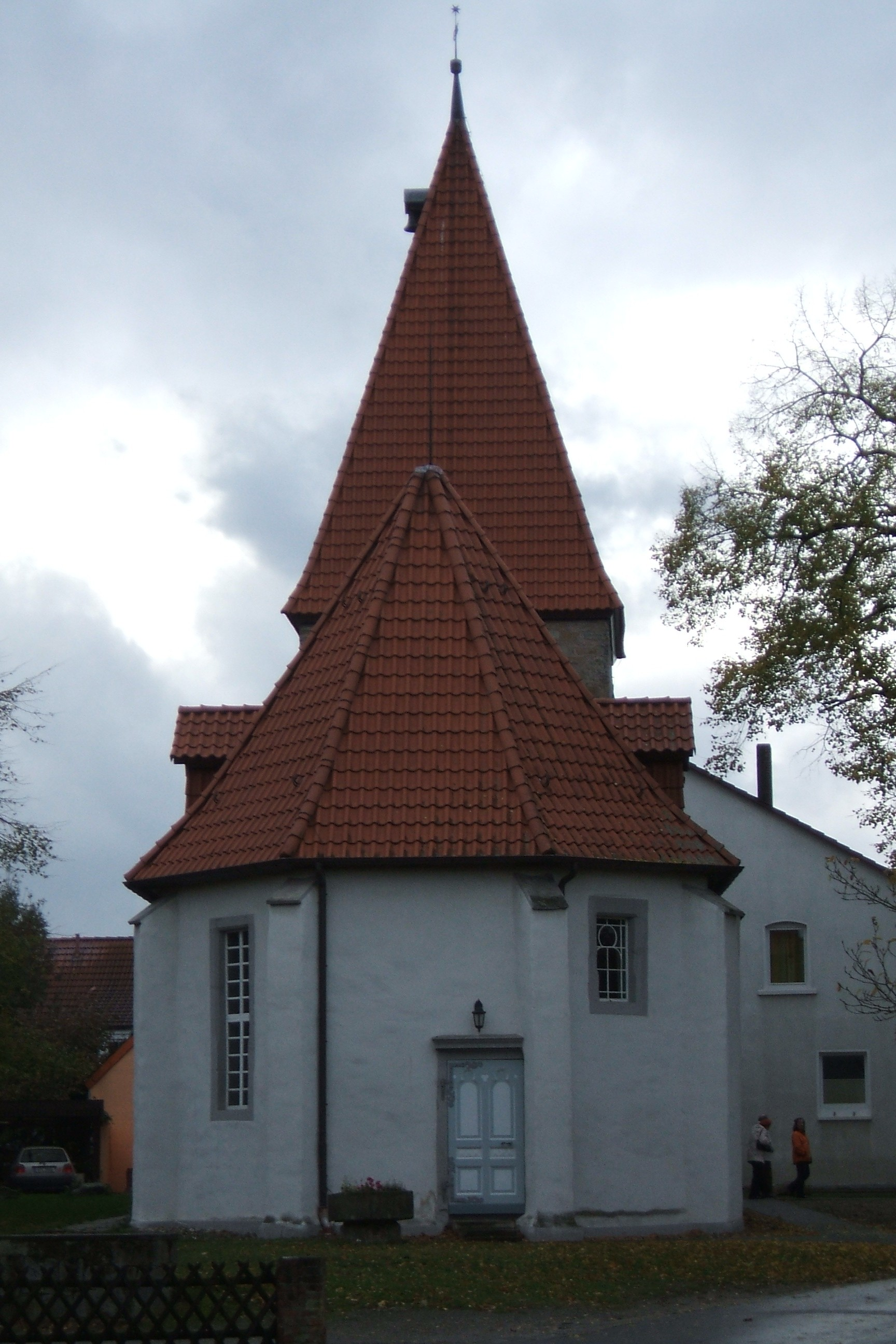
Die Kirche in Hüpede

Die Hüpeder Kirche und das dazugehörige Gemeindehaus werden von Hüpede und Oerie genutzt.

### Baudenkmäler
Siehe Liste der Baudenkmale in Hüpede

### Vereine
Es ist ein vielfältiger Sportverein, die Spielvereinigung Hüpede und Oerie, vorhanden. Die jeweiligen Aktivitäten finden unter anderem in der Sporthalle und auf dem Sportplatz statt. Es wird des Öfteren von den sportlichen Erfolgen der Sparten in den regionalen Zeitungen berichtet. Besondere Erfolge sind von der Tischtennissparte zu vermelden, die mit ihrer 1. Herrenmannschaft bereits in der Landesliga spielt.
Außerdem ist die Freiwillige Feuerwehr Hüpede eine Institution mit erfolgreicher Jugendarbeit durch ihre Jugendfeuerwehr. Für ihre Einsätze stehen ihr zwei Fahrzeuge zur Verfügung: ein Löschgruppenfahrzeug LF 8 und ein Mannschaftstransportfahrzeug MTF. Hüpede hat auch eine Landjugend, die regelmäßig Sitzungen durchführt und Reisen unternimmt. Zu den besonderen Veranstaltungen zählt der Tanz in den Mai an der Sporthalle.
Seit über 20 Jahren gibt es den im Bund Deutscher Sportschützen (BDS) angeschlossenen Sportschützenverein RESERVISTEN + GROSSKALIBERSCHÜTZEN HÜPEDE e. V. Gleichzeitig sind die Mitglieder mit der RK HÜPEDE dem Verband der Reservisten der Deutschen Bundeswehr e. V. angegliedert.

## Wirtschaft und Infrastruktur

### Bildung
In Hüpede ist ein erst vor wenigen Jahren errichteter Kindergarten vorhanden. Des Weiteren ist eine Grundschule geboten, an der vier Schulklassen aus Hüpede und dem Nachbarort Oerie unterrichtet werden. An den Schulkomplex ist eine Sporthalle angeschlossen.

### Verkehr
Das Dorf wird an drei Haltestellen meist mindestens stündlich von der in den Großraum-Verkehr Hannover eingebundenen Firma Regiobus mit einer Buslinie bedient, die Verbindungen zu anderen Pattenser Ortsteilen, der Pattenser Kernstadt und nach Hannover bietet. In der Schwachverkehrszeit übernimmt eine andere Buslinie desselben Anbieters mindestens alle zwei Stunden die Beförderung.